# Kike Herrero
Enrique Herrero Cuartago (Miranda de Ebro, 31 de octubre de 1959), más conocido como Kike Herrero, es un exfutbolista español.

## Biografía
Formado en los filiales del Real Madrid, pasó por distintos clubes hasta retirarse en el Mirandés en 1993, club donde continuó ligado al fútbol como directivo y al cargo del fútbol base.
Debutó en 1.ª División el 05/09/1982 con la U.D. Salamanca en un partido contra el Atlético de Madrid disputado en el Estadio Vicente Calderón, siendo su entrenador Manolo Villanova.
Su último partido en la máxima competición del futbol español lo disputó con el Real Murcia en el Estadio de la Condomina ante el Athletic Club el 11/03/1984.
Disputó un total de 392 partidos oficiales, 27 en 1.ª División, 7 en 2.ª División, 6 en 2.ª División B y 1 en Copa del Rey.
Anotó un total de 14 goles y fue una vez internacional con la selección española sub-19.

## Clubes
| Club            | País   | Año       |
| --------------- | ------ | --------- |
| Castilla C. F.  | España | 1979-1981 |
| Real Madrid     | España | 1980      |
| U. D. Salamanca | España | 1981-1983 |
| Real Murcia     | España | 1983-1984 |
| Real Oviedo     | España | 1984-1988 |
| C. D. Tenerife  | España | 1988-1989 |
| Hércules C. F.  | España | 1989-1991 |
| C. D. Mirandés  | España | 1991-1993 |